# Wilkin Ramírez
Wilkin Emilio Ramírez (nacido el 25 de octubre de 1985 en Baní) es un jardinero dominicano de Grandes Ligas que se encuentra en la organización de los Mellizos de Minnesota.

## Carrera

### Ligas menores
Ramírez firmó con los Tigres de Detroit a la edad de 17 años como amateur en el 2003. Comenzó a jugar para Gulf Coast Tigers en la Gulf Coast League en 2003, pero se perdió toda la temporada de 2004 debido a una lesión en el hombro. En 2005 se unió al equipo Clase-A West Michigan Whitecaps en la Midwest League, donde se estableció como un prospecto al batear 16 jonrones con 21 bases robadas. El mánager de Whitecaps Matt Walbeck elogió la ética de trabajo de Ramírez: "Él tiene una actitud muy buena, le gusta jugar". la revista Baseball America lo nombró el #5 prospecto en la organización de los Tigres. En 2006 jugó en Clase-A para Lakeland Flying Tigers, donde las lesiones acortaron su temporada. En 2007, dividió su tiempo entre Lakeland y en Doble-A con Erie SeaWolves de la Eastern League. En 2008, Ramírez pasó la mayor parte de la temporada en Erie SeaWolves antes de ser llamado a Triple-A con Toledo Mud Hens. Después de la temporada 2008, Ramírez fue nombrado el sexto mejor prospecto de los Tigres por Baseball America.
En 2008, Ramírez participó en el Juego de Futuras Estrellas durante el fin de semana del Juego de Estrellas de las Grandes Ligas. Incluso participó en el Juego de Futuras Estrellas de 2010 para el Equipo del Mundo.

### Grandes Ligas

#### Detroit Tigers
El 19 de mayo de 2009, Ramírez fue convocado por los Tigres, cuando Magglio Ordóñez fue colocado en la lista de la familia médica de emergencia. Hizo su debut en las Grandes Ligas en la siguiente serie contra los Rangers de Texas. En su tercera oportunidad al bate en Grandes Ligas, Ramírez conectó un jonrón contra el lanzador Matt Harrison, convirtiéndose en el  primer jugador de los Tigres desde Reggie Sanders (en 1974), cuyo primer hit de Grandes Ligas fue un jonrón.
Ramírez finalmente apareció en 15 partidos, teniendo 11 veces al bate y batando para .364 con un jonrón y 3 carreras impulsadas. Fue utilizado como corredor emergente de situación y reemplazo defensivo hacia el final de la temporada 2009.
Ramírez entró a la temporada 2010 como miembro del roster de 40 jugadores de los Tigres. La revista Baseball America lo calificó como el octavo mejor prospecto en el sistema de los Tigres.
El 28 de julio de 2010 fue designado para asignación con el fin de hacer espacio en el roster de 40 hombres al recién adquirido Jhonny Peralta.

#### Atlanta Braves
El 31 de julio de 2010, Ramírez fue cambiado a los Bravos de Atlanta por un jugador a ser nombrado más tarde.
Los Bravos compraron su contrato el 22 de mayo de 2011.

#### Minnesota Twins
El 17 de noviembre de 2011, Ramírez firmó un contrato de ligas menores con los Mellizos de Minnesota.